# Francisco Melo
Francisco Melo (Plasencia, 13 novembre 1943) è un ex calciatore spagnolo, di ruolo difensore.

## Carriera
Vinse con l'Atletico Madrid la Liga nel 1970 e nel 1973, oltre che nel 1977 quando però non scese mai in campo. Il suo palmarès annovera inoltre 2 Coppe del Re (1972, 1976) ed una Coppa Intercontinentale (1975).